# Anderson Fabiano
Anderson de Oliveira Fabiano (Taubaté, 1926 — São Paulo, 27 de junho de 1979), ou simplesmente Anderson Fabiano, como assinava, foi um pintor brasileiro. Ganhou 32 prêmios ao longo de sua carreira, e representou o Brasil na 9ª Bienal de São Paulo e no Festival do Folclore em Londres em 1943.

## Biografia
Nasceu em Taubaté – iniciou pintura aos 12 anos com seu pai Dr. Benedito Fabiano Sobrinho, aos 13 anos frequentou o atelier do pintor Talvio Tavares. Aos 15 anos segue para o Rio de Janeiro. Ingressou na "Escola do Povo" – Escola esta fundada por Portinari – teve como professores: Inina, Luciano Maurício. Dois anos mais tarde, a escola é fechada por questões políticas. Na mesma época conhece Tomás Santa Rosa e inicia com este mestre o curso de Afresco e Mural. Estuda técnica e pintura com Yoshiya Takaoka. Freqüenta o curso livre da Escola Nacional de Belas Artes – curso de modelo vivo. Trabalha ativamente por 18 horas a cada dia na execução do painel "Bumba-meu-boi Sinhá" o que valeu o prêmio de 2º lugar no I Festival do Folclore Brasileiro em Londres em 1943. Em 1944 inicia movimento moderno na Escola Nacional de Belas Artes. Por questões políticas não mencionadas, se retira do grupo. Fabiano organiza o grupo Santa Tereza, que conta com a participação de nomes ilustres como o de Guima, Ferdy, Benjamin Silva, Sérgio Campos Mello e outros nomes famosos em sua época. Em 1946, inicia curso com o gravador Oswaldo Goeldi, mais tarde abandona o curso para se dedicar exclusivamente à pintura. Participa de todos os salões de arte do Brasil – expõe na Bahia, Pernambuco, Rio Grande do Sul, Paraná e São Paulo.
Em 1952, deixa o Rio de Janeiro e volta para Taubaté, interior paulista, junto à família. Na cidade, inicia o 1º Movimento Moderno do Vale do Paraíba – expõe suas obras em uma loja comercial onde, em um ato de vandalismo com lâmina de barbear, são danificadas várias de suas telas. Neste mesmo ano, dez de suas obras são destruídas pelo fogo em um acidente no estado do Espírito Santo, quando estava em destino a Bahia para uma exposição. Organiza a 1ª Escola de Arte em Taubaté, inteiramente de graça, patrocinada pela A.V.I. – Associação Valeparaibana de Imprensa.
Recebeu, em toda a sua vida artística, vários prêmios. Em destaque o prêmio internacional do I Festival de Folclore Brasileiro de Londres. Medalhas de ouro, prata e bronze, entre a sétima e a décima oitava das edições do Salão Paulista de Arte. Prêmio de aquisição para o Museu do Folclore no Salão Campineiro de Arte Contemporânea. Palma de Ouro na 1ª edição da Festa da Garça em Campos – Rio Grande do Sul. E outros prêmios regionais do Vale do Paraíba.
Representou a ala brasileira na 9ª Bienal de São Paulo. É catalogado no Dicionário das Artes Plásticas no Brasil – de Roberto Pontual. Executou, nos anos setenta, um painel de vinte metros quadrados em seis minutos e trinta segundos, no Programa Silvio Santos e Almoço com as Estrelas do apresentador Ayrton Rodrigues. Foi considerado pela crítica da época o pintor mais rápido do Brasil.
É um dos pioneiros, junto com os artistas Ranulfo Lira, Aldo Bonadei, Solano Trindade e outros, da feira de domingo na Praça da República em São Paulo.
Fabiano produziu 23 murais em toda a sua vida, e um grande número de quadros. Suas obras fazem parte de instituições no Brasil e no mundo como a Embaixada brasileira em Nova Iorque; Embaixada francesa na Argentina; e acervos particulares na França, Portugal, Espanha, Alemanha e muitos outros países. Suas obras estão também no Hospital do Servidor Público de São Paulo, na Secretaria da Fazenda de São Paulo, no Museu do Folclore de Campinas.
No final de sua vida, Anderson Fabiano se dedicou a dar aulas em seu atelier. Em outubro de 1978 foi internado no Hospital do Servidor, e durante este período de internação não parou de produzir, vindo a falecer no dia 27 de junho de 1979, vítima de câncer no intestino.